# Colegiul Național „Radu Greceanu” din Slatina
Colegiul Național „Radu Greceanu” este o unitate de învățământ din Slatina. Școala a fost înființată în 1886 și a fost declarată gimnaziu doi ani mai târziu. Clădirea colegiului a fost dată în folosință în anul 1891 și este monument istoric.
Tot în anul 1891 i-a fost atribuit numele cronicarului din secolul al XVIII-lea Radu Greceanu.
Se află în topul celor mai bune licee din judetul Olt.
Clădirea inițială a școlii a fost începută în august 1889 și finalizată în toamna anului 1891. O nouă aripă a fost adăugată în anii 1920, iar un amfiteatru și un cămin datează din deceniul următor. Fetele au fost admise începând cu anul școlar 1958–1959, ducând în cele din urmă la construcția unui al doilea cămin, finalizat în 1979. Aceasta a fost ultima renovare majoră.

## Profesori notabili
- Iuliu Moisil

## Absolvenți notabili
- Gib Mihăescu
- Dumitru Popovici
- Ion Predescu
- Pan M. Vizirescu